# Jay Cutler (football américain)
Pour les articles homonymes, voir Jay Cutler.
(en) Statistiques sur pro-football-reference
Jay Christopher Cutler, né le 29 avril 1983 à Santa Claus (Indiana), est un joueur américain de football américain évoluant au poste de quarterback pour les Dolphins de Miami.

## Biographie

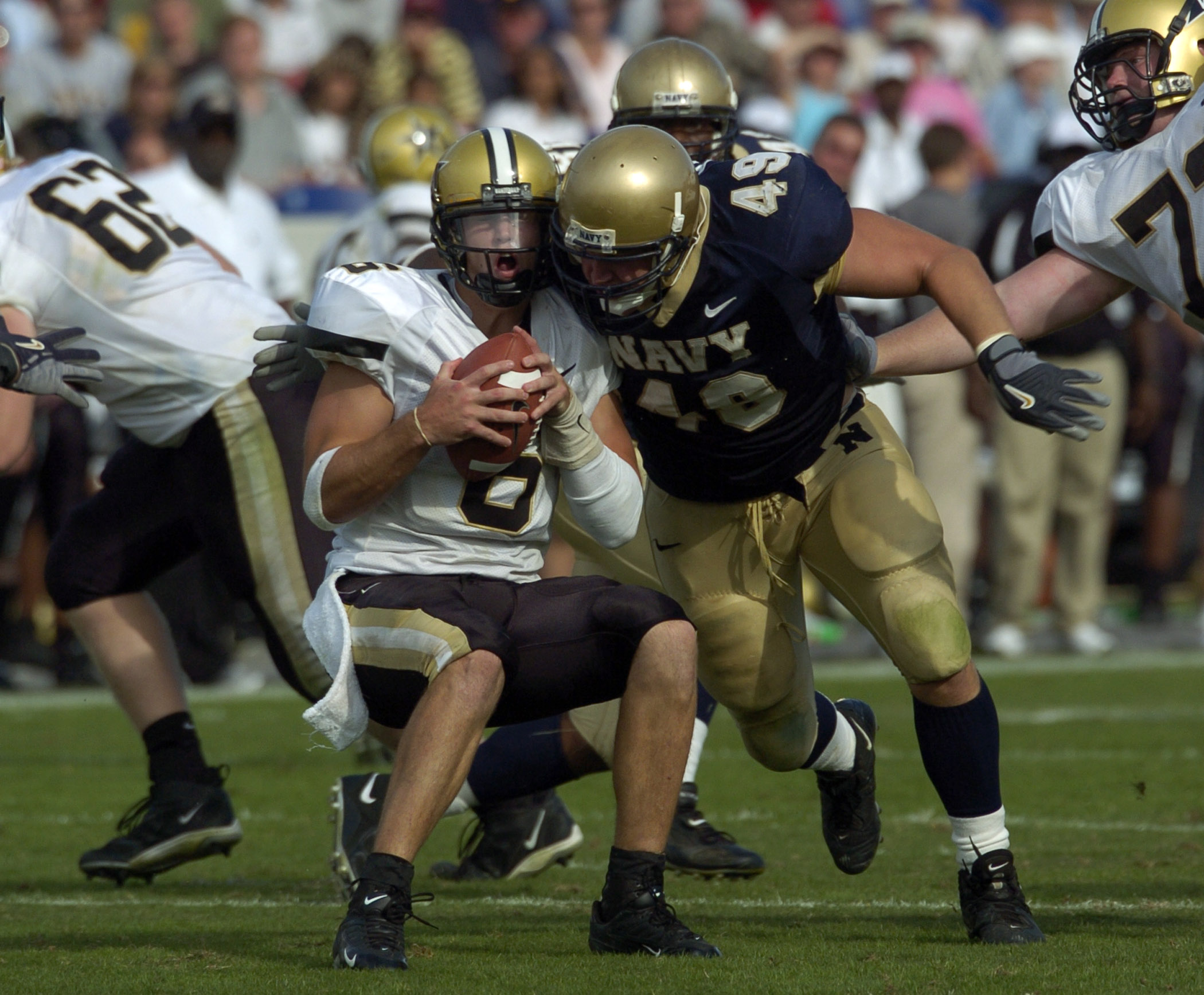
Cutler se faisant sacker en championnat universitaire

Étudiant à l'Université Vanderbilt, il joua pour les Commodores de Vanderbilt.
Il fut drafté en 2006 à la 11e place (premier tour) par les Broncos de Denver. Il succède à Jake Plummer comme quarterback titulaire.
La saison NFL 2008 est prolifique pour lui : il mena la deuxième meilleure attaque de la ligue, avec un faible taux de sacks (11 sacks pour 627 tentatives de passes) et enfin un bon taux de réussite à la troisième tentative.
En 2009, l'entraîneur Mike Shanahan des Broncos est remercié et remplacé par Josh McDaniels. Cutler se dit déçu par cette décision, d'autant plus que McDaniels tente d'échanger Cutler contre un autre quarterback au début de la saison, mais n'y arrivant pas, et Cutler l'apprenant, un conflit important éclate entre le quarterback titulaire et sa direction. Les Broncos, dans le même temps, signent de nombreux agents libres.
Le 2 avril 2009, Cutler (ainsi que le cinquième tour de Draft des Broncos en 2009) est échangé aux Bears de Chicago. Ils reçoivent des Bears leur quaterback Kyle Orton, leur premier et troisième tour de draft de 2009 et leur premier tour de draft de 2010. Cutler a joué son premier match de Playoffs de Divisions le 16 janvier 2011 en gagnant contre les Seahawks de Seattle.
Après onze saisons dans la NFL, il annonce sa retraite en mai 2017 et rejoint Fox Sports pour devenir commentateur sportif. Par contre, il sort de sa retraite le 7 août après avoir signé un contrat d'un an avec les Dolphins de Miami, leur quarterback Ryan Tannehill étant forfait pour la saison à cause d'une blessure.

## Vie privée
Depuis 2010 il est en couple avec la vedette de télé réalité, Kristin Cavallari. Le 8 août 2012, elle donne naissance à leur premier enfant, un garçon prénommé Camden Jack. Il est maintenant divorcé depuis Mai 2020.

## Statistiques

### Saison régulière
| Année  | Équipe            | MJ     |         | Passes   | Passes | Passes | Passes | Passes | Passes | Passes  |       | Courses | Courses | Courses | Courses |
| Année  | Équipe            | MJ     | Tentées | Réussies | Pct.   | Yards  | TD     | Int.   | Éval.  | Tentées | Yards | Moy.    | TD      |         |         |
| 2006   | Broncos de Denver | 5      | 137     | 81       | 59,1   | 1 001  | 9      | 5      | 88,5   | 12      | 18    | 1,5     | 0       |         |         |
| 2007   | Broncos de Denver | 16     | 467     | 297      | 63,6   | 3 497  | 20     | 14     | 88,1   | 44      | 205   | 4,7     | 1       |         |         |
| 2008   | Broncos de Denver | 16     | 616     | 384      | 62,3   | 4 526  | 25     | 18     | 86     | 57      | 200   | 3,5     | 2       |         |         |
| 2009   | Bears de Chicago  | 16     | 555     | 336      | 60,5   | 3 666  | 27     | 26     | 76,8   | 40      | 173   | 4,3     | 1       |         |         |
| 2010   | Bears de Chicago  | 15     | 432     | 261      | 60,4   | 3 274  | 23     | 16     | 86,3   | 50      | 232   | 4,6     | 1       |         |         |
| 2011   | Bears de Chicago  | 10     | 314     | 182      | 58,0   | 2 319  | 13     | 7      | 85,7   | 18      | 55    | 3,1     | 1       |         |         |
| 2012   | Bears de Chicago  | 15     | 434     | 255      | 58,8   | 3 033  | 19     | 14     | 81,3   | 41      | 233   | 5,7     | 0       |         |         |
| 2013   | Bears de Chicago  | 11     | 355     | 224      | 63,1   | 2 621  | 19     | 12     | 89,2   | 23      | 118   | 5,1     | 0       |         |         |
| 2014   | Bears de Chicago  | 15     | 561     | 370      | 66,0   | 3 812  | 28     | 18     | 88,6   | 39      | 191   | 4,9     | 2       |         |         |
| 2015   | Bears de Chicago  | 15     | 483     | 311      | 64,4   | 3 659  | 21     | 11     | 92,3   | 38      | 201   | 5,3     | 1       |         |         |
| 2016   | Bears de Chicago  | 5      | 137     | 81       | 59,1   | 1 059  | 4      | 5      | 78,1   | 5       | 24    | 4,8     | 0       |         |         |
| 2017   | Dolphins de Miami | 14     | 429     | 266      | 62,0   | 2 666  | 19     | 14     | 80,8   | 19      | 32    | 1,7     | 0       |         |         |
| Totaux | Totaux            | Totaux | 4 920   | 3 048    | 62,0   | 35 133 | 227    | 160    | 85,3   | 386     | 1 682 | 4,4     | 9       |         |         |

### Play-offs
| Année  | Équipe           | MJ |         | Passes   | Passes | Passes | Passes | Passes | Passes | Passes  |       | Courses | Courses | Courses | Courses |
| Année  | Équipe           | MJ | Tentées | Réussies | Pct.   | Yards  | TD     | Int.   | Éval.  | Tentées | Yards | Moy.    | TD      |         |         |
| 2010   | Bears de Chicago | 2  | 42      | 21       | 50,0   | 354    | 2      | 1      | 84,8   | 10      | 53    | 5,3     | 2       |         |         |
| Totaux | Totaux           | 2  | 42      | 21       | 50,0   | 354    | 2      | 1      | 84,8   | 10      | 53    | 5,3     | 2       |         |         |